# Bârnova (gmina w okręgu Jassy)
Bârnova – gmina w Rumunii, w okręgu Jassy. Obejmuje miejscowości Bârnova, Cercu, Păun, Pietrăria, Todirel i Vișan. W 2011 roku liczyła 5782 mieszkańców.